# قومنقار

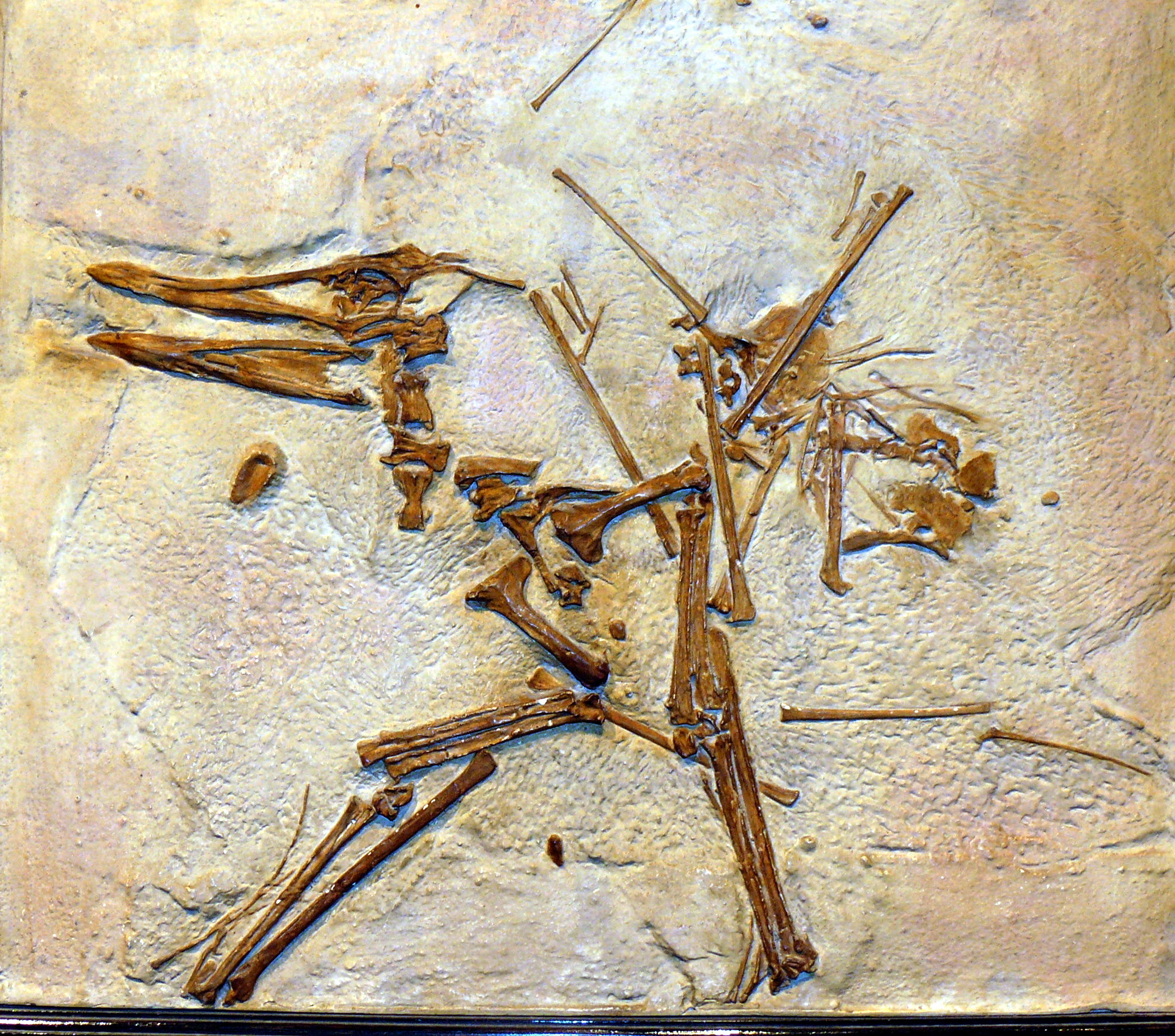
نمایی از یک نوع فسیل یافت‌شدهٔ قومنقار

قومنقار (انگلیسی: Cycnorhamphus) از خزندگان بالدار ژوراسیک پسین بود.